# Campionati del mondo di ciclismo su pista 2016 - Corsa a punti maschile
La corsa a punti maschile ai Campionati del mondo di ciclismo su pista 2016 si è svolta il 4 marzo 2016, su un percorso di 160 giri per un totale di 40 km/h con sprint intermedi ogni 10 giri.
Accreditati alla partenza 22 ciclisti di federazioni diverse, dei quali 16 completarono la gara.

## Podio
| Pos.    | Atleta          | Nazionalità   |
| ------- | --------------- | ------------- |
| Oro     | Jonathan Dibben | Gran Bretagna |
| Argento | Andreas Graf    | Austria       |
| Bronzo  | Kenny De Ketele | Belgio        |

## Risultati
| Posizione | Atleti                  | Nazione       | Punti sprint | punti giro | punti totali |
| --------- | ----------------------- | ------------- | ------------ | ---------- | ------------ |
| 1         | Jonathan Dibben         | Gran Bretagna | 28           | 20         | 48           |
| 2         | Andreas Graf            | Austria       | 28           | 20         | 48           |
| 3         | Kenny De Ketele         | Belgio        | 23           | 20         | 43           |
| 4         | Benjamin Thomas         | Francia       | 21           | 20         | 41           |
| 5         | Eiya Hashimoto          | Giappone      | 11           | 20         | 31           |
| 6         | Raman Ramanau           | Bielorussia   | 13           | 0          | 13           |
| 7         | Sam Welsford            | Australia     | 7            | 0          | 7            |
| 8         | Luis Fernando Sepúlveda | Cile          | 6            | 0          | 6            |
| 9         | Cheung King Lok         | Hong Kong     | 6            | 0          | 6            |
| 10        | Nikita Panassenko       | Kazakistan    | 3            | 0          | 3            |
| 11        | Ian Holt                | Stati Uniti   | 2            | 0          | 2            |
| 12        | Eloy Teruel             | Spagna        | 1            | 0          | 1            |
| 13        | Claudio Imhof           | Svizzera      | 0            | 0          | 0            |
| 14        | Wojciech Pszczolarski   | Polonia       | 1            | −20        | −19          |
| 15        | Artur Eršov             | Russia        | 0            | −20        | −20          |
| 16        | Martin Bláha            | Rep. Ceca     | 0            | −20        | −20          |
| —         | Vitaliy Hryniv          | Ucraina       | 1            | −40        | DNF          |
| —         | Luke Mudgway            | Nuova Zelanda | 12           | 0          | DNF          |
| —         | Ivo Oliveira            | Portogallo    | 5            | −40        | DNF          |
| —         | Liam Bertazzo           | Italia        | 3            | −20        | DNF          |
| —         | Felix English           | Irlanda       | 5            | −20        | DNF          |
| —         | Leif Lampater           | Germania      | DNS          | DNS        | DNS          |